# Geoff Vowden
Geoffrey Alan Vowden, più conosciuto con il diminutivo Geoff Vowden (Barnsley, 27 aprile 1941) è un allenatore di calcio ed ex calciatore inglese, di ruolo attaccante.

## Carriera
Esordisce tra i professionisti nella stagione 1959-1960 all'età di 18 anni giocando 10 partite nella prima divisione inglese con il Nottingham Forest, durante le quali segna anche le sue prime 2 reti in carriera tra i professionisti. L'anno seguente nel corso della stagione conquista un posto da titolare, realizzando complessivamente 13 reti in 24 presenze, alle quali aggiunge ulteriori 11 reti in 27 presenze nella stagione 1961-1962, durante la quale gioca anche una partita in Coppa delle Fiere. Nella stagione 1962-1963 segna poi 8 reti in 19 partite, ma, nonostante le ottime medie realizzative, finisce per perdere il posto da titolare: nella stagione 1963-1964 gioca infatti solamente 9 partite di campionato, nelle quali realizza peraltro 5 reti. Dopo una rete nell'unica presenza stagionale, durante la stagione 1964-1965 viene ceduto al Birmingham City per 25000 sterline: qui, conclude la stagione con 10 reti in 27 presenze, insufficienti ad evitare la retrocessione in seconda divisione del club.
Dopo 97 presenze e 50 reti nell'arco di sei stagioni in massima serie, a partire dalla stagione 1965-1966 gioca in seconda divisione per sei stagioni con il Birmingham City, con cui totalizza complessivamente 194 presenze e 69 reti in questa categoria. Il 7 settembre 1968 stabilisce peraltro un record: subentrando dalla panchina nell'incontro di campionato contro l'Huddersfield Town e realizzando una tripletta, diventa il primo giocatore nella storia dell'intera Football League a realizzare una tripletta da subentrato. Nel marzo del 1971 viene poi ceduto per 12500 sterline all'Aston Villa, altro club di Birmingham, militante in terza divisione, con cui termina la stagione segnando 5 reti in 14 partite di campionato. L'anno seguente con 11 reti in 41 presenze contribuisce invece in modo significativo alla vittoria del campionato; gioca poi per un biennio in seconda divisione sempre con l'Aston Villa, segnando ulteriori 9 reti in 60 presenze in questa categoria e portandosi così ad un bilancio totale di 115 presenze e 25 reti fra tutte le competizioni ufficiali con il club, inclusa anche una presenza nel FA Charity Shield 1972, a cui il club partecipò giocando (e perdendo) contro il Manchester City quarto classificato in prima divisione in quanto sia il Derby County che il Leeds Utd (vincitori rispettivamente di campionato e FA Cup) rifiutarono di partecipare alla competizione.
Nel 1974 gioca poi in prestito ai N.Y. Cosmos, con cui mette a segno 2 reti in 15 presenze nella NASL; terminato il prestito torna in patria, e si accasa con il doppio ruolo di giocatore ed allenatore ai semiprofessionisti del Kettering Town, con cui rimane per una stagione e mezzo in Southern Football League (all'epoca una delle principali leghe calcistiche inglesi al di fuori della Football League).

## Palmarès

### Giocatore

#### Competizioni nazionali
- Third Division: 1

Aston Villa: 1971-1972